# ماریا انگلیکا
ماریا انگلیکا (انگلیسی: Maria Angélica؛ زادهٔ ۱۰ ژانویهٔ ۱۹۶۶) بازیکن بسکتبال، و سرمربی (بسکتبال) اهل برزیل است.